# Voices in the Sky: The Best of The Moody Blues
Voices in the Sky: The Best of The Moody Blues è un compilation di brani dei The Moody Blues del 1984.

## Tracce
1. "Ride My See-Saw" (John Lodge) – 3:46
2. "Talking Out of Turn" (Lodge) – 5:00
3. "Driftwood" (Justin Hayward) – 4:32
4. "Never Comes the Day" (Hayward) – 4:41
5. "I'm Just a Singer (In a Rock and Roll Band)" (Lodge) – 4:18
6. "Gemini Dream" (Hayward, Lodge) – 3:53
7. "The Voice" (Hayward) – 4:16
8. "After You Came" (Graeme Edge) – 4:37
9. "Question" (Hayward) – 4:59
10. "Veteran Cosmic Rocker" (Ray Thomas)  – 3:11
11. "Isn't Life Strange" (Lodge) – 6:04
12. "Nights in White Satin" (Hayward) – 4:27

## Formazione
- Justin Hayward: Chitarra/Voce
- John Lodge: Basso/Voce
- Michael Pinder: Tastiera/Voce
- Patrick Moraz: Tastiera
- Ray Thomas: Flauto/Voce
- Graeme Edge: Batteria